# Eberhard Mund
Eberhard Mund (* 1. Oktober 1940) ist ein ehemaliger deutscher Ruderer und Rudertrainer.

## Leben
Mund wurde 1958 im Vierer ohne Steuermann mit der Mannschaft des TSC Oberschöneweide Zweiter der Rudermeisterschaft der Deutschen Demokratischen Republik. Mit dem Achter des SC Wissenschaft DHfK Leipzig wurde er 1962 DDR-Meister sowie 1966 Dritter. 1965 und 1966 gewann er darüber hinaus jeweils die Bronzemedaille im Vierer ohne Steuermann. Sein Studium an der Deutschen Hochschule für Körperkultur (DHfK) in Leipzig schloss er 1965 mit der Diplomarbeit „Zum Problem der wirksamen Hebel im Rudern“ ab.
Als Trainer war Mund beim SC Chemie Halle, bei Dynamo Berlin und der DDR-Nationalmannschaft tätig. Zu seinen Schützlingen zählten neben anderen Detlef Carell (Junioren-Weltmeister), Uwe Heppner (Olympiasieger und Weltmeister), Wolfgang Hönig (Weltmeister), Jürgen Pfeiffer (Weltmeister), Rüdiger Reiche (Olympiasieger und Weltmeister) und Gerd Uebeler (Weltmeister).
Ab Ende des Jahres 1990 war er in Frankreich tätig und wurde Direktor der französischen Rudernationalmannschaft. Er blieb bis 2002 im Amt. Ihm wurde der Aufschwung des französischen Rudersports zugeschrieben, unter seiner Leitung gewannen französische Sportler unter anderem Medaillen bei Olympischen Spielen sowie Weltmeistertitel. 2019 wurde ihm in Frankreich die Auszeichnung „Gloires du Sport“ verliehen. Nach dem Ende seiner Tätigkeit für den französischen Verband war Mund Berater des Schweizerischen Ruderverbandes.
1995 verklagte Mund die Dopingbekämpferin Brigitte Berendonk, die ihn mit einem Dopingfall in Frankreich in Verbindung gebracht hatte. Berendonk wurde von einem französischen Gericht der „öffentlichen Diskriminierung von Eberhard Mund“ für schuldig erklärt und zu einer Geldstrafe sowie einer symbolischen Zahlung eines Schmerzensgeldes an Mund in Höhe von einem Franc verurteilt.